# 3964 Danilevskij
3964 Danilevskij eller 1974 RG1 är en asteroid i huvudbältet som upptäcktes den 12 september 1974 av den sovjetisk-ryska astronomen Ljudmila Zjuravljova vid Krims astrofysiska observatorium på Krim. Den är uppkallad efter den ryske författaren Grigorij Danilevskij.
Asteroiden har en diameter på ungefär fem kilometer och tillhör asteroidgruppen Gefion.